# NGC 2024
Az NGC 2024 (más néven Láng-köd) egy emissziós köd és csillagkeletkezési terület az Orion csillagképben.
A VISTA égboltfelmérési program nyilvánosságra hozott első képe erről az objektumról készült.